# Castellino Castello
Castellino Castello (Genova, 1580 circa – Torino, settembre 1649) è stato un pittore italiano.
Nacque intorno al 1578-1580 ma della sua giovinezza si sa poco.
Nel 1600 divenne allievo di Giovanni Battista Paggi. Divenne un ottimo ritrattista ma della sua produzione in questo genere non è pervenuto quasi nulla: al Museo di Lione è conservato, però, un ritratto del Cavalier Giovan Battista Marino. Sappiamo, in ogni caso, che ritrasse l'amico Chiabrera e Anton Van Dyck, che a sua volta lo ritrasse.
Come pittore fu principalmente attivo nel genovese: dipinse, italiano, il Martirio di S. Andrea (1607) per la chiesa di San Francesco di Castelletto a Genova, il Cristo deposto (1609) per l'Oratorio della Morte presso San Donato (che è andato perduto nel corso della seconda guerra mondiale), il Martirio di Santa Caterina d'Alessandria (1619) per la basilica di Santa Maria di Nazareth a Sestri Levante, "La Pentecoste" chiesa di San Matteo (Laigueglia).
Nel 1647 si trasferì a Torino, dove lavorò alla corte sabauda e dove morì nel settembre 1649.